# Grands Jours de Troyes
Les Grands Jours de Troyes sont des Grands Jours, c'est-à-dire des sessions extraordinaires de justice, qui ont eu lieu à Troyes du XIVe siècle au XVIe siècle.
Sous l'Ancien Régime, les Grands Jours étaient des sessions extraordinaires tenues par les parlements en dehors de leur siège ordinaire, ils étaient l'instance suprême de la Champagne et du fait furent aussi nommés Grands Jours de Champagne.

## Déroulement
Elles se réunissaient à la convocation du comte, et se continuèrent après le rattachement à la couronne de France. Elle se distinguaient de la cour des barons, qui comportait presque les mêmes hommes mais à date fixe, en comité plus restreint, et était plus ancienne. 
Les premières réunions des Grands-Jours remontent à 1201 et se firent sous Thibaut le Chansonnier. Elles furent réformées par l'édit du 23 mars 1303 de Philippe le Bel et en particulier par son article 62; elles se réunirent dorénavant au lendemain des Brandons.
Avec les extensions de la France, les Grands-Jours furent la cour d'appel du pays de Champagne, de Brie, de Picardie, des bailliages d'Auxerre, Sens, le Mâconnais, le Pays de Donzois, le Morvan, le Rethelois, le Vourbonnias et les pays conquis sur la frontière nord de la France.

### Les affaires traitées
Cour d'appel des justices inférieures comme les baillies.
- 1201,
- 1253,
- 1284 : l'affaire de Jean de Norrois ; l'affaire entre Béatrix, duchesse de Bourgogne et Jean, sire de Montréal ;
- 1286 : entre Ferry II de Lorraine et l'abbaye de Belroy ;
- 1287 : sur les prisonniers pour dettes qui peuvent être libérés s'ils abandonnent tous leurs biens ;
- 1289 : pour régler les violences faites par le duc de Lorraine aux prévôts du roi ;
- 1367,
- 1376,
- 1381,
- 1391,
- 1395,
- 1402,
- 1409 : les honoraires dus aux curés de la ville de Troyes pour les cultes ;
- 1583 : M. de Moran, président, enregistrement des lettres patentes du roi le 13 août ;
- 1669 : rappel de règlements précédents.

### Composition
Du XVIe siècle à 1789, il est composé comme suit : un président du Parlement, un maître des requêtes de l'hôtel du Roi, quatorze conseillers, un avocat du Roi, un substitut du procureur général, un greffier civil des présentations, un autre criminel, cinq notaires, un audiencier, un contrôleur de la chancellerie, quatre huissiers.